# Carrascosa (kommunhuvudort)
Carrascosa är en kommunhuvudort i Spanien.   Den ligger i provinsen Provincia de Cuenca och regionen Kastilien-La Mancha, i den centrala delen av landet, 130 km öster om huvudstaden Madrid. Carrascosa ligger 1 259 meter över havet och antalet invånare är 113.
Terrängen runt Carrascosa är kuperad söderut, men norrut är den platt. Runt Carrascosa är det mycket glesbefolkat, med 2 invånare per kvadratkilometer. Närmaste större samhälle är Beteta, 7,6 km öster om Carrascosa. 